# Carreras (impressors)
La família Carreras comprèn quatre generacions d'impressors que des del 1860 fins al 1952 treballaren ininterrompudament a la ciutat de Girona. La seva activitat es va iniciar amb l'adquisició de la impremta de Melitó Suñer, la qual, al seu torn, havia incorporat material de les dues principals branques d'impressors gironins del segle xviii: els Bro i els Oliva. L'adquisició de materials d'antigues impremtes era usual entre els impressors. Al llarg de gairebé cent anys d'activitat i en sis emplaçaments diferents dins la mateixa ciutat de Girona (c. Ballesteries, c. de la Força, Pujada de Sant Martí, c. Ciutadans, c. Nou i Carretera de Barcelona) el fons de xilografies de la Tipografia Carreras es va mantenir íntegre com a material de treball fins al tancament de l'empresa. El seu fons va ser adquirit el 1986 per la Diputació de Girona i es conserva actualment al Museu d'Art de Girona, on es va fer una exposició monogràfica la tardor de 2015.
Primera generació: Tomàs Carreras i Roca (Barcelona ca.1817- Girona 10 de gener de 1886 casat amb Maria Mas i Tusquets.
Segona generació: Tomàs Carreras i Mas (Figueres ca.1854) casat amb Concepció Artau i Barnoya (Girona 1856) filla de Joan Artau i Barrera propietari de l'Antiga Sala Odeon.
Tercera generació: Joan Carreras i Artau (Girona 1884) casat amb Angels Furest Tapis (Girona 1891). Foren germans seus Tomàs Carreras i Artau i Joaquim Carreras i Artau.
Quarta generació: Jordi Carreras i Furest que tanca el negoci al 1952.